# Otto von Fürth
Pour les articles homonymes, voir Fürth (homonymie).
Otto von Fürth (né le 18 novembre 1867 à Strakonitz, royaume de Bohême et mort le 7 juin 1938 à Vienne) est un médecin et chimiste autrichien. 

## Vie et travail
Fürth étudie la médecine et la chimie à l'Université de Vienne à partir de 1887 puis avec Franz Hofmeister à Prague. Il suit Hofmeister à Strasbourg en 1896 et revient à Vienne en 1905, où il reprend le département de chimie de l'Institut de physiologie. À partir de 1929, il occupe une chaire de chimie médicale à la même université. Après que les nazis aient envahi l'Autriche, il est renvoyé de l'université en tant que juif et est décédé peu de temps après. Son domaine de travail va de l'isolement de l'adrénaline à tous les domaines de la biochimie . 
Depuis 1966 à Vienne-Donaustadt (22. District), une ruelle porte son nom. 

## Honneurs et adhésions
- Membre de l'Académie allemande des sciences Leopoldina à partir de 1909
- Prix Lieben 1923